# Гельмут Штелер
Гельмут Штелер (нім. Hellmut Stähler; 8 вересня 1916 — 11 січня 2001) — німецький офіцер-підводник, капітан-лейтенант крігсмаріне.

## Біографія
3 квітня 1937 року вступив на флот. З вересня 1939 року служив в морській авіації. З січня 1943 року — офіцер роти військово-морського училища в Фленсбурзі-Мюрвіку. В липні-грудні 1943 року пройшов курс підводника. З 11 липня 1944 по 9 травня 1945 року — командир підводного човна U-928.

## Звання
- Кандидат в офіцери (3 квітня 1937)
- Морський кадет (21 вересня 1937)
- Фенріх-цур-зее (1 травня 1938)
- Оберфенріх-цур-зее (1 липня 1939)
- Лейтенант-цур-зее (1 серпня 1939)
- Оберлейтенант-цур-зее (1 вересня 1941)
- Капітан-лейтенант (1 серпня 1944)